# Draganovska reka
Draganovska reka (bulgariska: Драгановска река) är ett vattendrag i Bulgarien.   Det ligger i regionen Tărgovisjte, i den östra delen av landet, 280 km öster om huvudstaden Sofia.